# Ciclismo ai Giochi della XXVIII Olimpiade - Chilometro a cronometro
La prova del chilometro a cronometro ai Giochi della XXVIII Olimpiade fu corsa il 20 agosto 2004 all'Athens Olympic Sports Complex di Atene. La medaglia d'oro fu vinta dal britannico Chris Hoy, che stabilì il nuovo record olimpico.
La gara vide la partecipazione di 17 atleti.

## Risultati
Ogni atleta effettuò quattro giri di pista, per un totale di 1000 metri. Il precedente record olimpico (1:01.609) fu battuto da quattro atleti.
| Pos. | Atleta                | Nazione       | Tempo    | Note |
| ---- | --------------------- | ------------- | -------- | ---- |
| 1    | Chris Hoy             | Gran Bretagna | 1'00"711 | OR   |
| 2    | Arnaud Tournant       | Francia       | 1'00"896 |      |
| 3    | Stefan Nimke          | Germania      | 1'01"186 |      |
| 4    | Shane Kelly           | Australia     | 1'01"224 |      |
| 5    | Theo Bos              | Paesi Bassi   | 1'01"986 |      |
| 6    | François Pervis       | Francia       | 1'02"328 |      |
| 7    | Craig MacLean         | Gran Bretagna | 1'02"369 |      |
| 8    | Carsten Bergemann     | Germania      | 1'02"551 |      |
| 9    | Ahmed López           | Cuba          | 1'02"739 |      |
| 10   | Alois Kaňkovský       | Rep. Ceca     | 1'03"038 |      |
| 11   | Teun Mulder           | Paesi Bassi   | 1'03"165 |      |
| 12   | Rubén Donet           | Spagna        | 1'03"505 |      |
| 13   | Wilson Meneses        | Colombia      | 1'03"614 |      |
| 14   | Grzegorz Krejner      | Polonia       | 1'03"923 |      |
| 15   | Dimitrios Georgalis   | Grecia        | 1'04"204 |      |
| 16   | Lin Chih Hsun         | Taipei cinese | 1'06"240 |      |
| 17   | Radoslav Konstantinov | Bulgaria      | 1'06"265 |      |